# Franz Bernhard Rodde (Politiker, 1644)
Franz Bernhard Rodde (* 8. Dezember 1644 in Lübeck; † 26. Dezember 1700 ebenda) war ein Lübecker Kaufmann und Ratsherr.

## Leben
Rodde war Sohn des Lübecker Bürgermeisters Matthäus Rodde. Als Kaufmann gehörte er der Kaufleutekompagnie in Lübeck an. Er war einer der Vorsteher  des  Lübecker Waisenhauses. Rodde wurde 1695 zum Ratsherrn in Lübeck erwählt.
Er war verheiratet mit Anna Magdalena Siricius, Tochter des Johann Siricius, die dann als Witwe den Kaufmann Berend Schröder heiratete. Sie stiftete 1723 den Barockaltar der St.-Lorenz-Kirche in Travemünde zur Erinnerung an ihren 1720 früh verstorbenen Sohn Johann Rodde.
Franz Bernhard Rodde erhielt 1703 ein hölzernes Epitaph im Stile des Thomas Quellinus mit einem Godfrey Kneller zugeschriebenen Porträt im Chorraum der Lübecker Marienkirche. Es befand sich neben dem seines Vaters an der Südwestseite des dritten nördlichen Chorpfeilers und  wurde beim Luftangriff auf Lübeck 1942 zerstört.
Nach seinem Tode wurde sein jüngerer Bruder Adolf Mattheus Rodde in den Lübecker Rat gewählt.